# Studzieniec (Chodzież)
Pour les articles homonymes, voir Studzieniec.
Studzieniec est une localité polonaise de la voïvodie de Grande-Pologne et du powiat de Chodzież.